# アレクサンドル・ミハイロヴィチ (トヴェリ大公)
アレクサンドル・ミハイロヴィチ（Александр Михаилович 1301年10月7日 - 1339年10月29日）は、ウラジーミル大公（在位：1326年 - 1327年）、トヴェリ大公（在位：1326年 - 1327年、1337年 - 1339年）、プスコフ公（在位：1327年 - 1337年）、アレクサンドル2世とも呼ばれる。父はミハイル・ヤロスラヴィチ、母はロストフ公の娘アンナ・ドミトリエヴナ。

## 事跡
兄ドミトリー・ミハイロヴィチの死後、トヴェリ大公位を継ぐ。またウラジーミル大公にも任じられる。息子にはフョードル、レフ、フセヴォロド、ミハイル、ウラジーミル、アンドレイがいる。娘ウリアナはリトアニア大公アルギルダスに嫁ぎ、マリアはモスクワのセミョーン大公に嫁ぐ。
1326年に兄と共にサライに行く。アレクサンドルが先に帰国した後、兄がモスクワのユーリー3世をウズベク・ハンの前で殺害。
1327年にトヴェリにバスカクのチョル・ハンが到着。その傍若無人な徴収活動に対し、トヴェリ市民が蜂起し、チョルは殺害される。この機会を利用し、モスクワのイヴァン1世がウズベク・ハンの軍を引き連れ、暴動鎮圧に成功する。アレクサンドル公は、ノヴゴロド、そしてプスコフに逃亡した。
1329年にリトアニアに逃亡する。
1335年までプスコフ公位に就く。イヴァン1世の軍事的示威行為と、府主教フェオグノストによるプスコフ市及びアレクサンドル公の破門を受け、アレクサンドル公はジョチ・ウルスへの出頭を決意し、ウズベク・ハンのもとに参上する。ウズベクはアレクサンドルを赦し、彼をトヴェリに帰国させた。
1339年にイヴァン1世がアレクサンドルのことをウズベク・ハンに訴える。
同年、再度ジョチ・ウルスに出頭し、そこで息子フョードルと共に処刑される。トヴェリ公位は弟のコンスタンチンが継承した。母アンナはこの後、カシンで修道女となり、生涯、殺害された夫や息子たちの魂の安和を祈る生活を送ったと伝えられる。